# Bridget Regan
Bridget Catherine Regan (Carlsbad, California; 3 de febrero de 1982) es una actriz estadounidense, conocida por haber interpretado a la confesora Kahlan Amnell en la serie de televisión Legend of the Seeker, a Dottie Underwood en la serie Agent Carter y a Rose Solano en la serie Jane the Virgin. En 2017 protagonizó la película Christmas Getaway, junto a Dsm Payne.

## Biografía
Es hija de Mary Catherine, y todas las hermanas de su madre comparten el primer nombre. Proviene de una familia de ascendencia irlandesa y alemana.
Regan se graduó del "University of North Carolina School of the Arts".
Es muy buena amiga de los actores Craig Horner, Tabrett Bethell y Trieste Kelly Dunn.
Está casada con el asistente de director irlandés Eamon O'Sullivan. La pareja le dio la bienvenida a su primera hija Frankie Jean O'Sullivan el 27 de diciembre de 2010.

## Carrera
Desde el 2006, Regan ha aparecido en varias películas y programas de televisión. 
Entre sus apariciones se encuentran su participación en las series The Wedding Album en el 2006, Supreme Courtships en el 2007; también ha aparecido como invitada en las series Love Monkey, Law & Order: Criminal Intent, American Experience, Six Degrees, The Black Donnellys y New Amsterdam. En el cine ha aparecido en Blinders en el 2006, The Babysitters en el 2007 y Sex and the City en el 2008. 
En el 2008 obtuvo su primer papel estelar como una de los actores principales en la serie Legend of the Seeker, un programa basado en la saga de Terry Goodkind; en la serie Regan interpretó a la Confesora Kahlan Amnell.
En el 2009 produjo el musical Camp Wanatachi, el cual se estrenó en enero del 2011 en el La MaMa Experimental Theatre Club en Nueva York.
En el 2011 apareció como invitada en un capítulo de la serie Person of Interest donde interpretó a Wendy McNally. Ese mismo año apareció en la película Hide donde interpretó a Annabelle'.
En el 2012 apareció en dos capítulos de la serie Perception donde dio vida a Victoria Ryland. Ese mismo año se anunció que Regan se había unido al elenco de la serie Frontier donde interpretaría a Hannah Strong, sin embargo la serie no fue escogida para transitir.
En el 2013 apareció como personaje recurrente en la popular serie Beauty & the Beast donde interpretó a Alex Salter, una enfermera y la ex-prometida de Vincent Keller (Jay Ryan).
En febrero del se mismo año se anunció que Regan se había unido al elenco principal de Murder In Manhattan donde interpretó a Alexandra "Lex”" Sutton, una joven mujer que durante el día trabaja en la oficina de asuntos sociales de la alcaldía y por la noche ayuda a su madre Blythe Sutton, que queda viuda tras el asesinato de su segundo marido al resolver crímenes.
Ese mismo año apareció en la quinta temporada de la serie White Collar donde interpreta a la estafadora y criminal Rebecca Turner, hasta que su personaje fue arrestado y encarcelado.
En el 2014 se unió al elenco recurrente de la serie Jane the Virgin, donde interpreta a Rose, una ex-abogada y madrastra de Luisa y Rafael.
En el 2015 se unió al elenco recurrente de la serie Agent Carter, donde interpreta a Dorothy "Dottie" Underwood, la vecina de la agente Peggy Carter (Hayley Atwell), quien luego se revela es una agente y asesina soviética entrenada en la Academia Red Room.
En el 2016 se unió al elenco regular de la tercera temporada de la serie The Last Ship, donde interpreta a Sasha Cooper, una ex-oficial de Inteligencia de la Armada que ahora opera como diplomática en China para el gobierno de los Estados Unidos. Ese mismo año apareció como invitada en un capítulo de la popular serie médica Grey's Anatomy, donde dio vida a la doctora Megan Hunt, la hermana menor del doctor Owen Hunt (Kevin McKidd). Fue luego reemplazada en el papel por Abigail Spencer.

## Filmografía

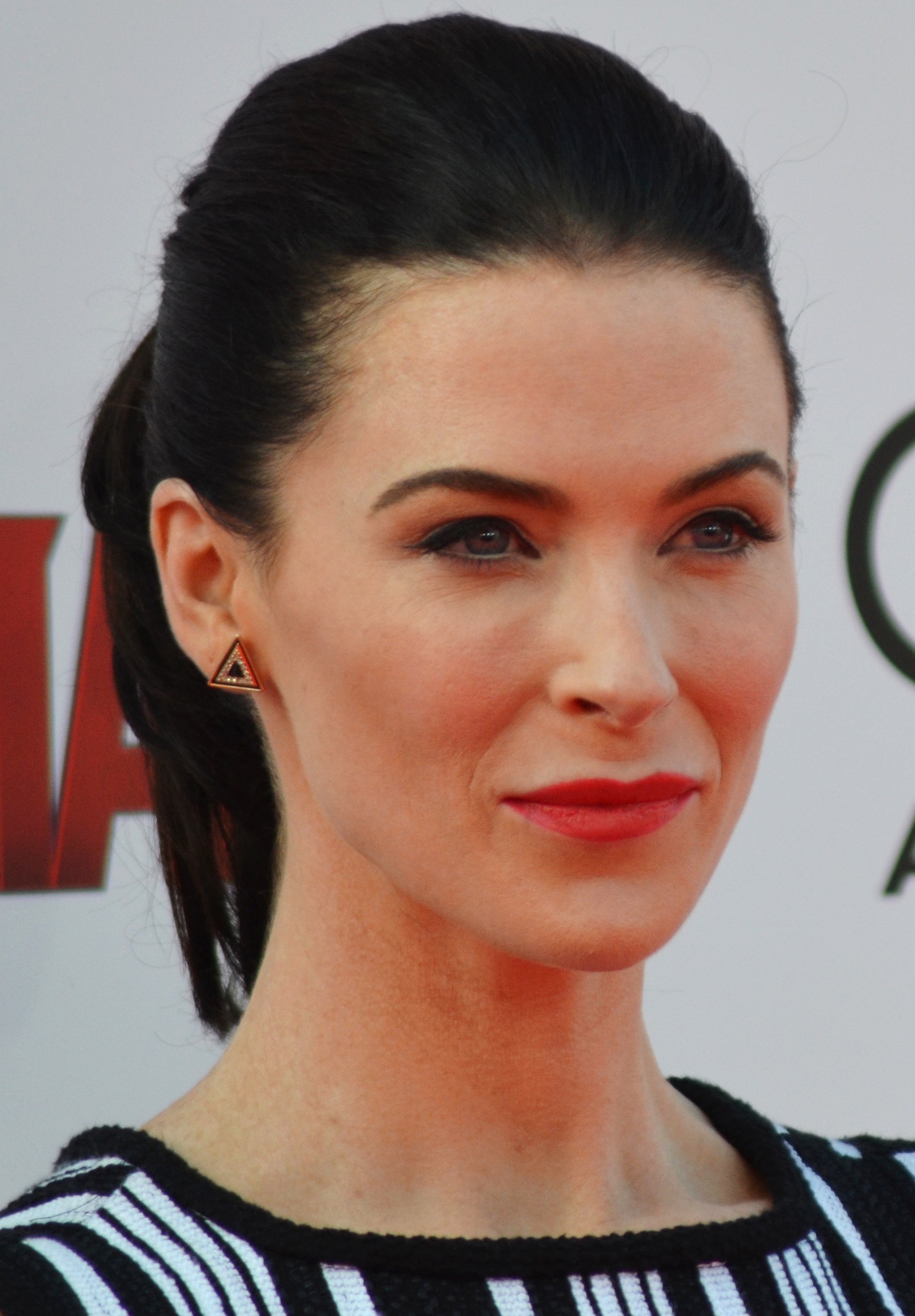
Bridget Regan en el estreno de Ant-Man en junio de 2015.

### Series de televisión
| Año         | Serie                        | Personaje         | Notas                                |
| ----------- | ---------------------------- | ----------------- | ------------------------------------ |
| 2016 - 2018 | The Last Ship                | Sasha Cooper      | 13 capítulos                         |
| 2014 - 2019 | Jane the Virgin              | Rose Solano       | 100 capítulos                        |
| 2016        | Grey's Anatomy               | Dra. Megan Hunt   | Capítulo "The Room Where It Happens" |
| 2015 - 2016 | Agent Carter                 | Dottie Underwood  | 10 capítulos                         |
| 2015        | The Good Wife                | Madeline Smulders | Capítulo "Bond"                      |
| 2013 - 2014 | White Collar                 | Rebecca Turner    | 10 capítulos                         |
| 2013        | Sons of Anarchy              | Escolta           | Capítulo "Straw"                     |
| 2013        | Beauty & the Beast           | Alex Salter       | 4 capítulos                          |
| 2012        | Perception                   | Victoria Ryland   | 2 capítulos                          |
| 2011        | Person of Interest           | Wendy McNally     | Capítulo "Number Crunch"             |
| 2011        | NCIS: Los Ángeles            | Elizabeth Smith   | Capítulo "Cyber Threat"              |
| 2008 - 2010 | Legend of the Seeker         | Kahlan Amnell     | 44 capítulos                         |
| 2008        | New Amsterdam                | Daphne Tucker     | Capítulo "Keep the Change"           |
| 2007        | The Black Donnellys          | Trish Hughes      | 4 capítulos                          |
| 2007        | Six Degrees                  | Diana Foss        | Capítulo "A Simple Twist of Fate"    |
| 2007        | The American Experience      | Angelica Shippen  | Capítulo "Alexander Hamilton"        |
| 2006, 2007  | Law & Order: Criminal Intent | Claudia Shankly   | 2 capítulos                          |
| 2007        | Supreme Courtships           | Holly             | Junto a Shane West y Erin Cahill     |
| 2006        | Love Monkey                  | Mujer             | Junto a Tom Cavanagh                 |

### Películas
| Año  | Título                     | Personaje                  | Notas                                                                                               |
| ---- | -------------------------- | -------------------------- | --------------------------------------------------------------------------------------------------- |
| 2015 | Devil's Gate               | Maria Pritchard            | Junto a Milo Ventimiglia, Amanda Schull, Shawn Ashmore, Javier Botet, Jonathan Frakes y Adam Hurtig |
| 2015 | The Magic Stocking         | Lindsey Monroe             | Junto a Victor Webster, Scott Terrell, Kelli Ogmundson, Nhi Do, Maxine Miller y Danny Wattley       |
| 2015 | The Leisure Class          | Fiona                      | Junto a Ed Weeks, Tom Bell, Scottie Thompson, Bruce Davison, Brenda Strong y Christine Lakin        |
| 2014 | John Wick                  | Addy                       | Junto a Keanu Reeves, Adrianne Palicki, Bridget Moynahan, Willem Dafoe y Jason Isaacs               |
| 2013 | Murder In Manhattan        | Alexandra "Lex" Sutton     | Junto a Annie Potts, Enver Gjokaj, Brendan Hines y Eli James                                        |
| 2012 | Frontier                   | Hannah Strong              | Junto a Ethan Embry, Nathan Gamble, Clancy Brown y Jake McLaughlin                                  |
| 2011 | Hide                       | Annabelle Granger          | Junto a Kevin Alejandro, Mark-Paul Gosselaar y Carla Gugino                                         |
| 2010 | The Best and the Brightest | Robin                      | Junto a Neil Patrick Harris y Christopher McDonald                                                  |
| 2008 | Sex and the City           | Anfitriona del restaurante | Junto a Kristin Davis                                                                               |
| 2007 | The Babysitters            | Tina Tuchman               | Junto a John Leguizamo y Cynthia Nixon                                                              |
| 2006 | Blinders                   | Vivian                     | Junto a Michael Rodrick                                                                             |
| 2006 | The Wedding Album          | Kate                       | -                                                                                                   |

### Productora
| Año  | Título         | Notas                |
| ---- | -------------- | -------------------- |
| 2011 | Camp Wanatachi | obra - co-productora |

### Apariciones
| Año  | Programa                      | Notas                                                           |
| ---- | ----------------------------- | --------------------------------------------------------------- |
| 2009 | Live with Regis & Kelly       | Dirigido por Regis Philbin y Kelly Ripa                         |
| 2009 | KTLA Morning News             | Junto a Craig Horner                                            |
| 2009 | WPIX Interview                | -                                                               |
| 2008 | Good Morning America          | Junto a Craig Horner                                            |
| 2008 | The View                      | Dirigido por Barbara Walters, Sherri Shepherd y Whoopi Goldberg |
| 2008 | The Making of a Legend        | Dirigido por Lucy Lawless                                       |
| 2008 | Jimmy Kimmel Live             | Dirigido por Jimmy Kimmel                                       |
| 2005 | NyQuil Roommate Commercial    | Anuncio "Roommate"                                              |
| 2002 | Regis and Kelly in Prime Time | -                                                               |

### Teatro
| Año         | Obra                  | Personaje     | Director (a)      | Notas                                  |
| ----------- | --------------------- | ------------- | ----------------- | -------------------------------------- |
| 2008        | Project Shaw - Geneva | Begonia Brown | -                 | -                                      |
| 2007 - 2008 | Is He Dead?           | Cecile Leroux | Michael Blakemore | Junto a John McMartin y Jenn Gambatese |
| 2005        | Children and Art      | -             | -                 | -                                      |
| 2005        | The Scottish Play     | Eden          | -                 | -                                      |
| 1999        | Sweet Bird of Youth   | -             | -                 | -                                      |

## Premios y nominaciones
| Año  | Categoría | Premio          | Serie | Resultado |
| ---- | --------- | --------------- | ----- | --------- |
| 2010 | —         | Mashable Awards | —     | Nominada  |